# Marta Lambertini
Marta Lambertini (13 de noviembre de 1937, 25 de marzo de 2019) fue una compositora argentina. Nació en San Isidro, Buenos Aires, y estudió en la Universidad Católica Argentina con Roberto Caamaño, Luis Gianneo y Gerardo Gandini, donde se graduó en 1972. Continuó sus estudios en la música electroacústica en Buenos Aires, en el Centro de Investigaciones de la Ciudad con Francisco Kröpfl, Gerardo Gandini, José Maranzano y Gabriel Brncic.
Después de completar sus estudios, Lambertini enseñó música en la Escuela Nacional de Música y en la Universidad Nacional de La Plata, antes de tomar posición como decana de la Facultad de Artes y Ciencias Musicales de la Universidad Católica Argentina.

## Obras
Sus obras selectas incluyen:
- Quasares para cuarteto de cuerda, 1971.
- Alice in Wonderland, ópera.
- ¡Oh, Eternidad!, ópera.
- Galileo descubre las cuatro lunas de Júpiter, para orquesta, 1984.
- Última filmación de los anillos de Saturno, para cuatro clarinetes, 1991.
- ¡Cenicientaaa..!

## Honores
- 1999: Fundación Konex: Diploma al Mérito - Compositora, en Música Clásica[6]

Miembro de
- Academia Nacional de Bellas Artes.[7]
- Academia de Ciencias y Artes de San Isidro

- Jurado en concursos nacionales e internacionales
- Premios de la Municipalidad de la Ciudad de Buenos Aires, del Fondo Nacional de las Artes (PK) y el Primer Premio Nacional de Música a obras sinfónicas mayores[6]